# Студенческая деревня (Минск)

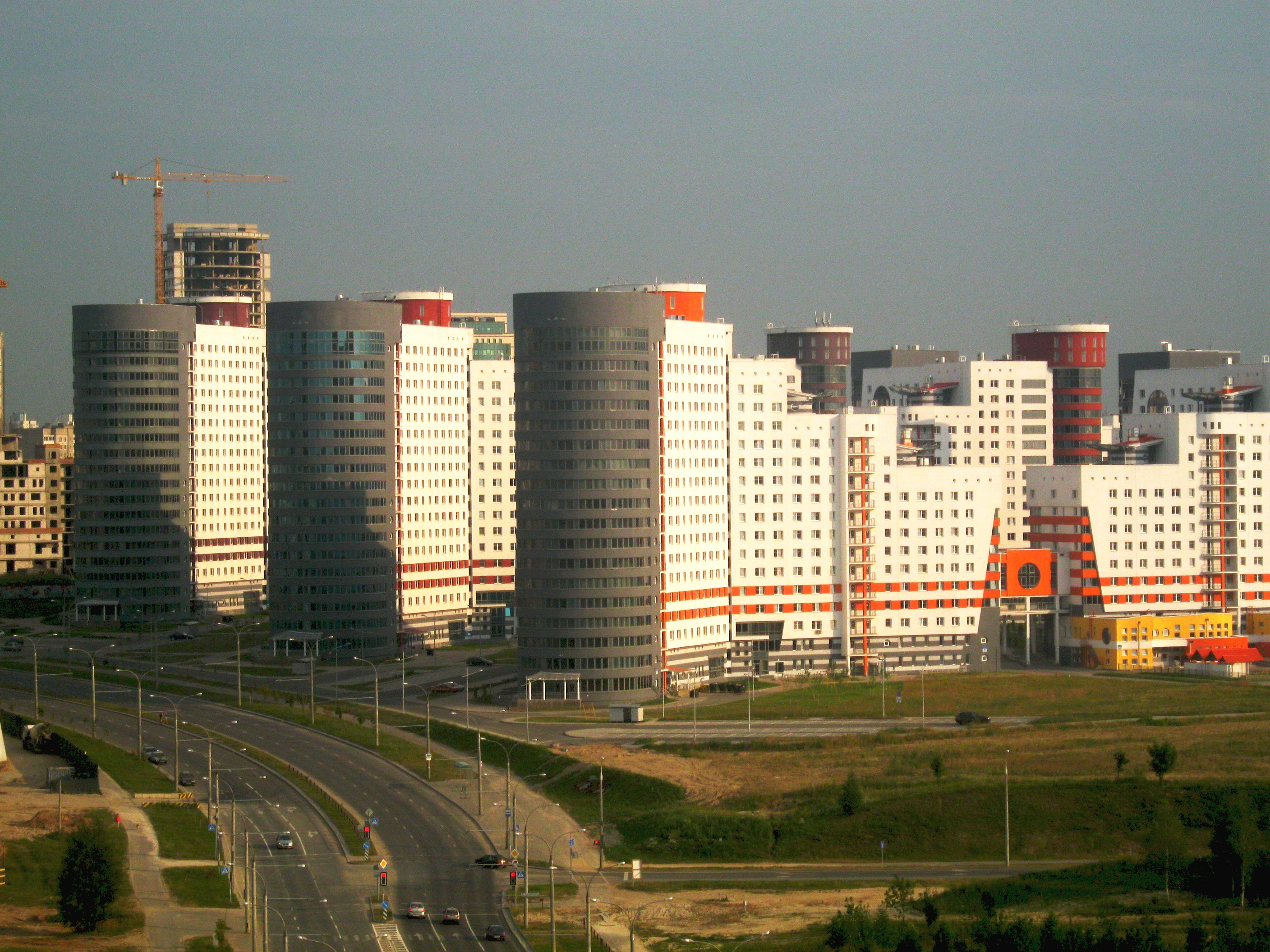
Студенческая деревня

Студенческая деревня (бел. Студэнцкая вёска) — комплекс для студентов из восьми общежитий и сопутствующей инфраструктуры в городе Минске. Занимает территорию вдоль улицы Чюрлёниса между проспектом Дзержинского и Каролинским проездом. Вместимость комплекса 7500 человек, не считая одного строящегося объекта.

## Строительство
Строительство начато в 2009 году. Окончание строительства первоначально планировалось в 2013 году, затем срок был продлен до 2015 года. В связи с подготовкой к Европейским играм в 2019 году завершены все работы по строительству деревни. Построены 8 общежитий и часть запланированной инфраструктуры (торговый центр и крытый каток).
В апреле 2012 года было начато строительство главного 25-этажного здания ансамбля студенческой деревни, предназначенного для аспирантов и магистрантов. На отметке 16 этажей из-за финансовой трудности строительство было приостановлено и возобновлено в 2017 году. В апреле 2019 года общежитие ввели в эксплуатацию.

## Структура комплекса
Комплекс состоит из восьми общежитий, рассчитанных на более чем 9000 студентов из восьми вузов. Функционируют библиотека, магазины, кафе, прачечная, помещения для занятий спортом и творчеством, терапевтический, стоматологический и процедурный кабинеты, ледовый дворец и детский сад.
Во время проведения Чемпионата мира по хоккею 2014 года в Минске в студенческой деревне располагалась «фан-деревня». Здесь же проживали участники Европейских игр 2019.